# المسيحية في جزر فوكلاند

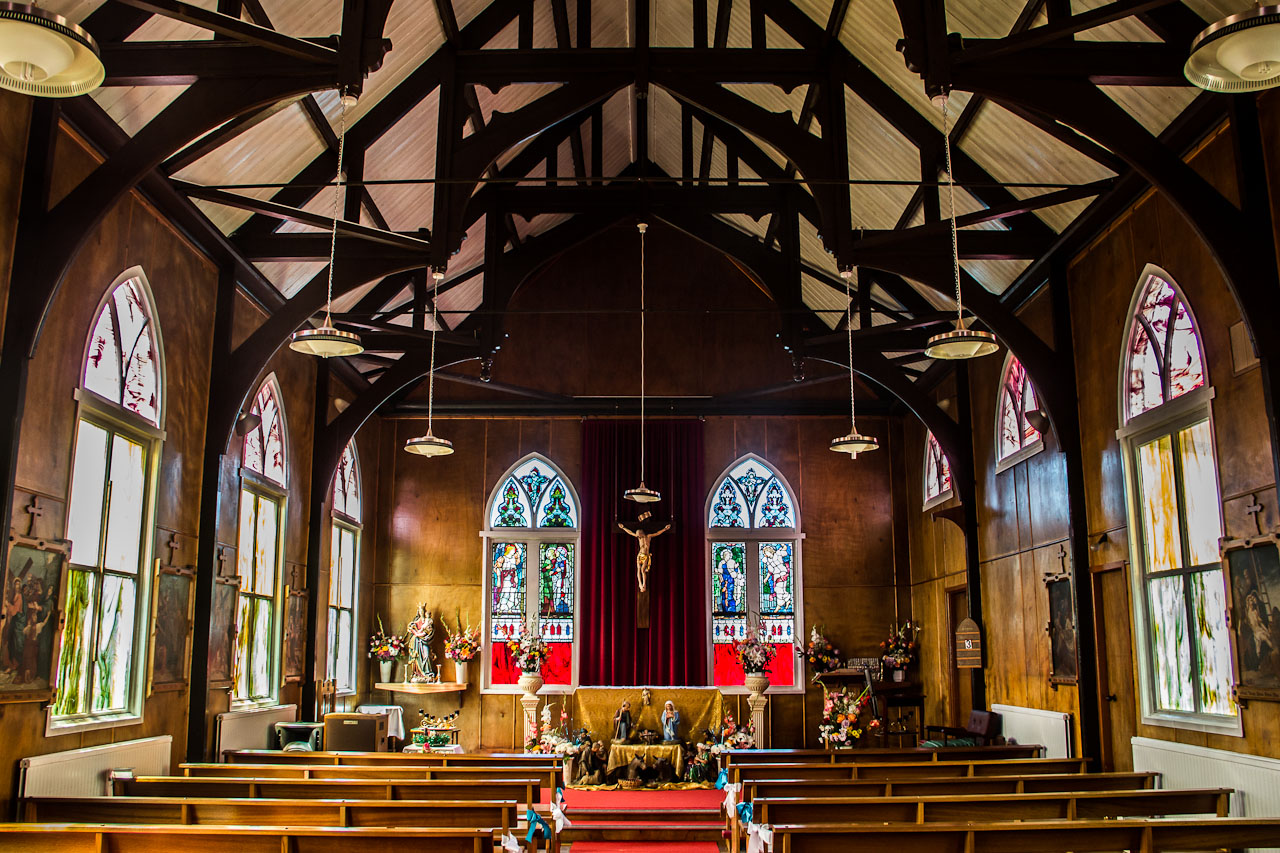
داخل كنيسة سانت ماري الكاثوليكيَّة في ستانلي.

المسيحية في جزر فوكلاند هي الديانة الغالبة، بحسب معطيات التعداد السكاني لعام 2006 فإن حوالي 67.2% من سكان جزر فوكلاند هم مسيحيين. الطوائف الرئيسية في الجزر هي كنيسة إنجلترا، والكنيسة الرومانية الكاثوليكية، والكنيسة المتحدة الحرة واللوثرية. هناك أعداد أصغر من شهود يهوه، والأدفنتست السبتيين والروم الأرثوذكس. ويعود حضور الكنائس الأرثوذكسية الشرقية في الجزر إلى الصياديين اليونانيين ممن قدموا للعمل في الجزر.

## الطوائف المسيحية

### البروتستانتية

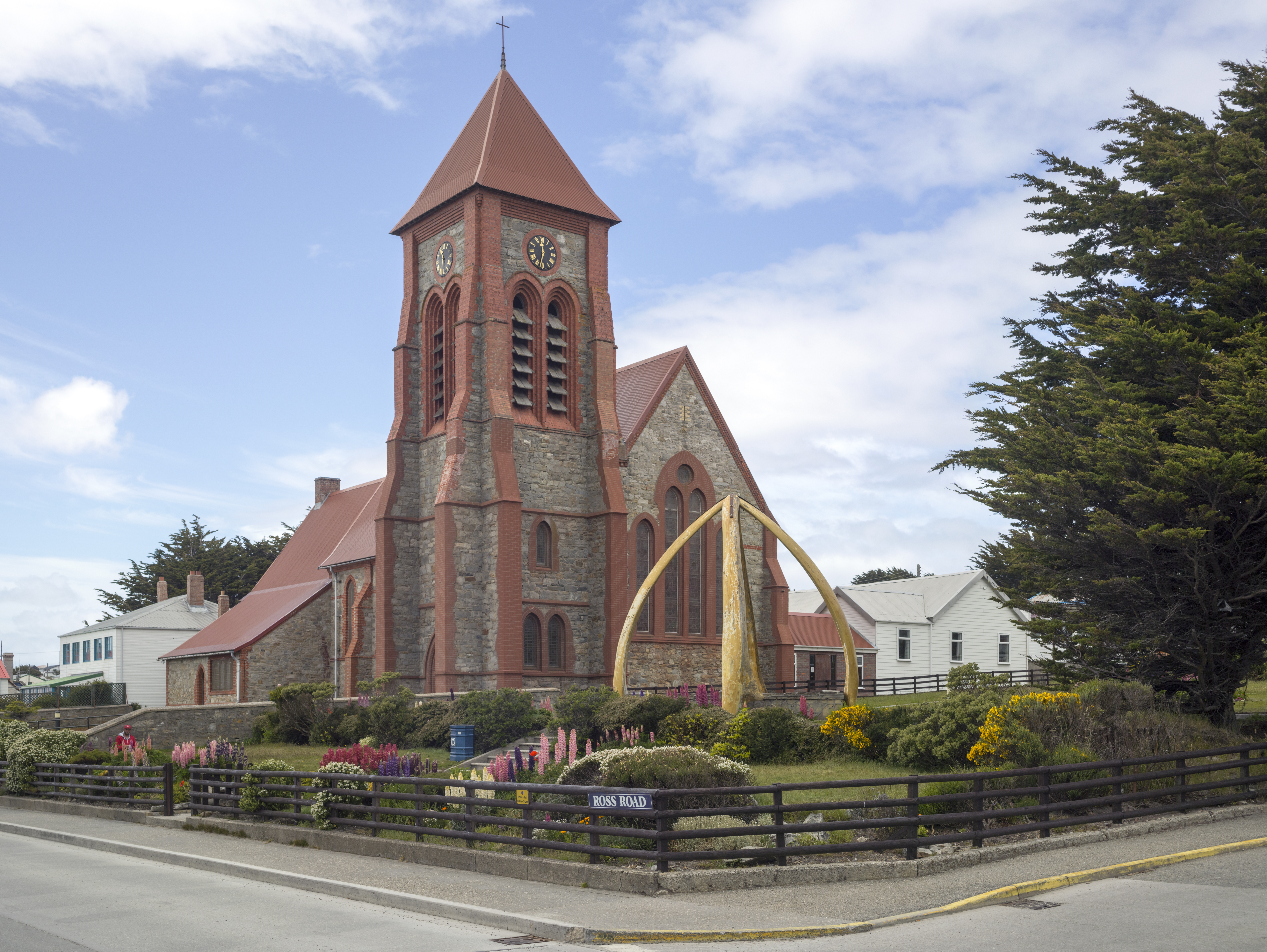
كاتدرائية كنيسة المسيح الأنجليكانيَّة في ستانلي.

وفقاً لتقديرات مركز بيو للأبحاث عام 2010 يشكل أتباع البروتستانتية حوالي 45.3% من السكان. ثقافة جزر فوكلاند مبنيَّة على الثقافة البريطانية البروتستانتية، التي نقلها المستوطنون البريطانيون الممثلين لغالبية السكان، إلا أنَّها تأثرت إلى حد أو لآخر بثقافة أمريكا الجنوبية الهسبانية. مجتمع جزر فوكلاند هو مجتمع غير متجانس، يتألف في معظمه من أشخاص ذوي أصولٍ اسكتلندية أو ويليزية استقرُّوا في المنطقة منذ سنة 1833. بحسب إحصاء سنة 2006، ينحدر بعض سكان الجزر من أصولٍ فرنسية وجبل طارقية وإسكندنافية، وهو ما ينعكس على التنوع الطائفي. الطوائف البروتستانتية الرئيسية في الجزر هي كنيسة إنجلترا، والكنيسة المتحدة الحرة واللوثرية. وتضم الكنيسة المتحدة الحرة على 120 عضو يتعبدون في خمسة تجمعات دينيَّة.
تعد كنيسة إنجلترا الأنجليكانية الطائفة البروتستانتية الرئيسية في البلاد، ويتبع الأنجليكان أبرشية جزر فوكلاند وهي كنيسة في شراكة مع الكنيسة الأنجليكانية. في عام 1869 أنشئت «أبرشية جزر فوكلاند» والتي أمتدت سلطتها القضائية على بقية أمريكا الجنوبية بإستثناء غيانا البريطانية. وفي ذلك الوقت لم يكن هناك مجال لتكريس أسقف إنجليزي للمناطق الواقعة خارج نطاق سلطة التاج البريطاني. منذ البداية، أقام الأسقف في مدينة بوينس آيرس وكان له مكتب إداري هناك. ومن عام 1902 إلى عام 1973، تم تقليص الحدود الجغرافيَّة للأبرشية بشكل تدريجي مع تأسيس المزيد من الأبرشيات الجديدة في أمريكا الجنوبية منذ عام 1973 كخطوة نحو تشكيل مقاطعات جديدة للكنيسة الأنجليكانية. ومع ازدياد التوترات بين المملكة المتحدة والأرجنتين حول الأحقية بجزر فوكلاند منذ انتهاء الحرب العالمية الثانية، كان للأسقف الأنجليكاني في الأرجنتين سلطة على الكنيسة المحلية في جزر فوكلاند. ومنذ عام 1978، أصبح لرجال الدين لكاتدرائية كنيسة المسيح الأنجليكانيَّة مكتب خاص بهم.

### الكاثوليكية
وفقاً لتقديرات مركز بيو للأبحاث عام 2010 يشكل أتباع الكنيسة الرومانية الكاثوليكية حوالي 21.2% من السكان. لا توجد أبرشيات تغطي الجزر، وبدلاً من ذلك يتبع كاثوليك البلاد نيابة رسولية أقيمت في يناير عام 1952. وهي تخضع للكرسي الرسولي كما أنها منفصلة عن أي أبرشية أرجنتينية أو بريطانية. النائب الرسولي في الجزر هو الكاهن هيو ألان الذي  عُيَّن في عام 2016. وتعد كنيسة سانت ماري الكاثوليكيَّة في ستانلي الكنيسة الكاثوليكية الوحيدة القائمة في جزر فوكلاند. وتم تكرسيها في عام 1899، ويضم الجدار الغربي «تاريخ مصور» للكنيسة الكاثوليكية في جزر فوكلاند.